# Avy Lee Roth
Puri Navas (Almendralejo, Badajoz, 8 de diciembre de 1979) más conocida como Avy Lee Roth, es una exactriz pornográfica española.

## Biografía
Avy Lee Roth nació en 1979. Hizo una película en España, "Descongélate", dirigida por Félix Sabroso y Dunia Ayaso, protagonizada por Loles León. La publicación Primera Línea le dedicó una portada junto con un artículo en el que se publicó su primer topless. Amiga de Alaska y Mario Vaquerizo, tuvo un grupo de música llamado "Cálmate Candy" que teloneó a Fangoria durante una gira.
Tiene un tatuaje sobre su hombro izquierdo, una flor de color, por la que es reconocible. Además tiene otros en el brazo derecho y su pierna izquierda. Ha estado haciendo películas adultas durante cuatro años, siendo la protagonista de muchas y ha declarado estar particularmente interesada en "skate and surf movies" porque ella las encuentra más artísticas
A pesar de su polémico trabajo, Roth está felizmente casada con un cantante rock (Crankshaft's frontman y tiene una opinión al respecto de los juicios morales: "Déjeme decir algo a esos tipos: Tenemos sentimientos. Hacemos esto porque es un modo fácil de ganar dinero. A veces no tienes otras opciones. Puedes trabajar durante cinco horas haciendo una película y luego puedes volver a casa y leer un libro. Leo muchos libros. Hago yoga. Leo un periódico. Miro las noticias. No somos tontas. Puedo hablar sobre cualquier cosa que quieras ahora mismo, mejor que algunas muchachas que no hacen lo salvaje o quien trabaja 40 horas a la semana".
"Tengo tiempo para ir a la playa y puedo levantarme a las 2 de la tarde, pero esto no significa que sea tonta porque estoy en una profesión donde el sexo está implicado." (April 17 at the Naughty Talent Open House).
También ha sido contratada por el programa de televisión Dizzle de "INKED".Ha sido pareja del guitarrista de los Red Hot Chilli Peppers, el actor Lukas Haas o el cantante de Him.
Es fanática de Jim Morrison, todo lo que tenga que ver con el rock y amante del esoterismo.
En 2003, en un viaje a Estados Unidos, adoptó su nombre artístico al afirmar en público que es hija del cantante de rock David Lee Roth (Van Halen). Sin embargo todo eso fue mentira.
Pera a pesar de todo protagonizó más de 30 películas pornográficas. Fue nominada a los AVN Awards de 2004 por la mejor escena lésbica, junto a Katrina Kraven.
Y ha realizado posados eróticos para la revista Penthouse.
El 22 de noviembre de 2005, anunció su retiro de la industria pornográfica.

## Filmografía parcial
2007:
- Hell Kats.
- Casting Couch Part 2.

2006:
- Hot Chicks Cravin Dicks.
- 2 on 1 #26.
- Chulitas Frescas.
- Hot Sauce 2.
- Latin Sinsations.

2005:
- Ethnic City.
- Horny Spanish Flies 2.
- Latin Girls 14.
- Chiquita You so Freaky.
- Lascivious Latinas 1.
- Latin Blow Bang.
- Viva las Latinas!
- Chicas Calientes.

2004:
- Border Hoppers 2.
- I Survived a Rodney Blast 3.
- Latin Brotha' Lovers.
- There's Something About Jack 32.
- Wet Brunettes 3.